# جون هوبير كيلي
جون هوبير كيلي (20 يوليو 1939 - 15 سبتمبر 2011)، دبلوماسي أمريكي راحل.

## نشأته ودراسته
ولد جون هوبير كيلي في فوند دو لاك، ويسكونسن، في 20 يوليو 1939. درس في جامعة إيموري، حيث نال شهادته الجامعية في عام 1961. ثم عمل مدرسا من العام 1962 حتى العام 1965.

## في سلك الخارجية الأمريكية
- دخل كيلي في سلك وزارة الخارجية في الولايات المتحدة الأمريكية في عام 1965.
- أول منصب دبلوماسي له كان في أضنة (تركيا)، ثم في أنقرة، حيث عمل من عام 1965 إلى عام 1967.
- قضى عام 1968 في تعليم اللغة التايلاندية، ثم عُيّن في سونغكلا بين العامين 1969-1971.
- تدرب في كلية أركان القوات المسلحة بين عامي 1971 و 1972.
- بين عامي 1972 و 1973 عمل في مكتب الاستخبارات والأبحاث، كخبير في الشؤون السياسية والعسكرية.
- في عام 1973 تم تعيينه كخبير في الشؤون التايلاندية في وزارة الدفاع.
- عمل كمساعد خاص لمستشار وزارة خارجية الولايات المتحدة هيلموت سونينفيلد بين عامي 1975 و 1976 .
- عاد إلى الميدان الدبلماسي في عام 1976 وأمضى أربع سنوات كملحق عسكري في باريس.
- عُيّن نائبا أول لمساعد وزيرة الخارجية للشؤون العامة من العام 1982 إلى العام 1983.
- عُيّن نائبا لمساعد وزير الخارجية للشؤون الأوروبية والكندية من عام 1983 إلى 1985.
- في 17 يوليو 1986، رشحه رئيس الولايات المتحدة رونالد ريغان كسفير الولايات المتحدة في لبنان، وهو المنصب الذي شغله على مدى عامين. وعاد إلى واشنطن، في عام 1988 ليصبح نائب مدير تخطيط السياسات.
- ثم رشح الرئيس جورج بوش الأب كيلي لمنصب مساعد وزيرة الخارجية لشؤون جنوب آسيا والشرق الأدنى وشغل هذا المنصب من 16 يونيو 1989 حتى 30 سبتمبر 1991.
- أعاد جورج بوش الأب ترسيح كيلي كسفير للولايات المتحدة إلى فنلندا، حيث قدم أوراق اعتماده في 20 ديسمبر 1991، وشغل هذا المنصب حتى 5 يوليو، 1994.

## عمله الخاص بعد التقاعد
أسس جون كيلي بعد تقاعده شركة (جون كيلي للاستشارات)، وهي شركة استشارية توفر لعملائها الأمريكيين الاستشارات الاستراتيجية والتسويقية والمشورة التجارية لجميع العمليات في الخارج.